# Магере-Брюг

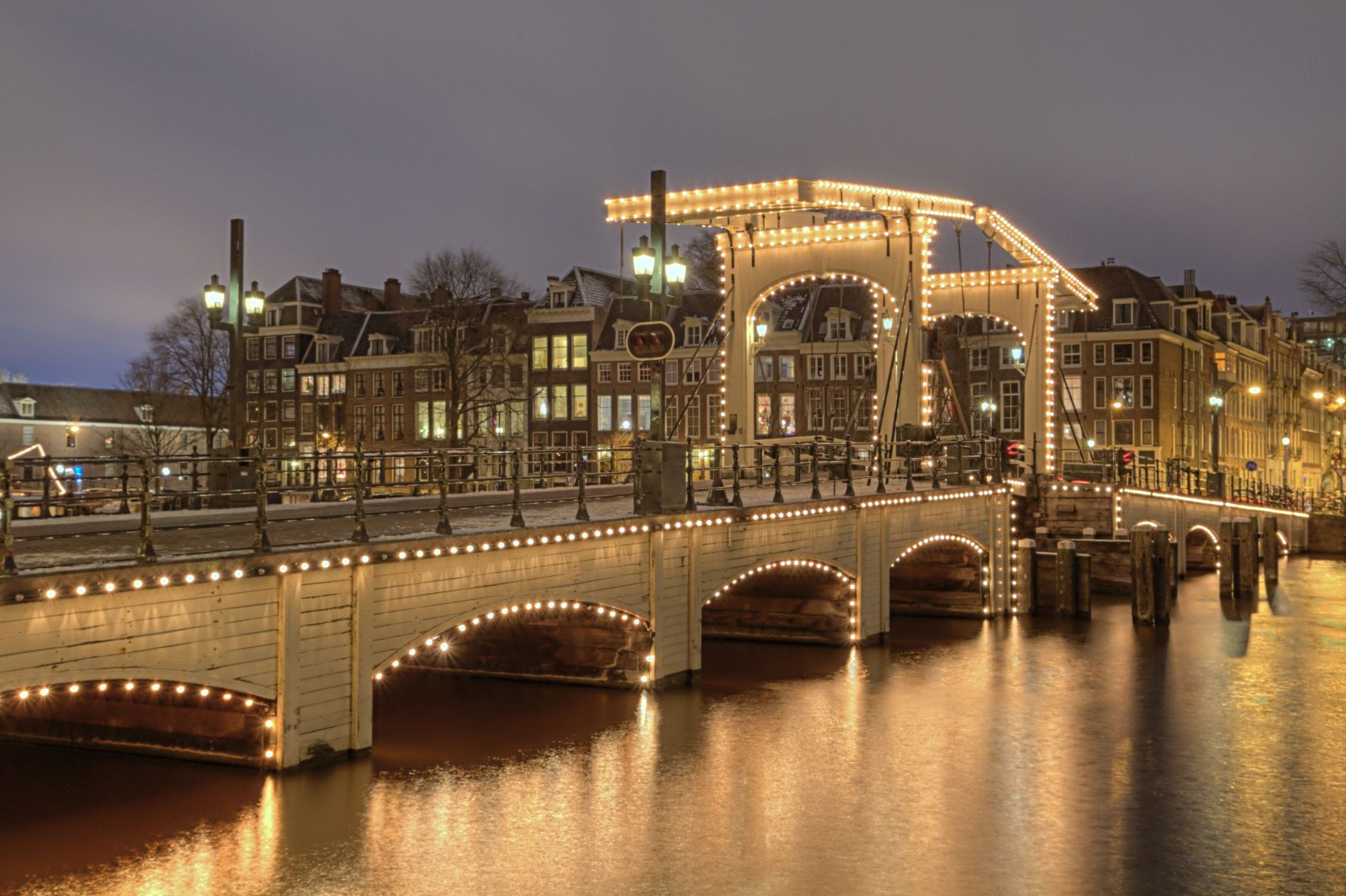
Амстердамський «Худий міст» зі святковою ілюмінацією у переддень Нового року, 31 грудня 2009 року

52°21′49″ пн. ш. 4°54′08″ сх. д. / 52.363586° пн. ш. 4.902357° сх. д.
Магере-Брюг (нід. Magere Brug, «Худий міст») — розвідний міст через річку Амстел у центрі столиці Нідерландів Амстердамі; це історична реконструкція містка, що споруджено ще в 2-й половині XVII столітті; значна туристична принада міста.
Міст з'єднує вулиці Керкстрат (нід. Kerkstraat «Церковна») та Ніве-Керкстрат (нід. Nieuwe Kerkstraat «Нова Церковна»), між каналами Кейзерсграхт (нід. Keizersgracht «Кесарівський») та Принсенграхт (нід. Prinsengracht «Принців»).

## Історія
Розсувний дерев'яний міст, фарбований у біле був побудований у 1691 році. Потому споруду кілька разів ремонтували і реконструювали, зокрема розширили в 1871 році.
D 1929 році дерев'яний Худий міст було демонтовано. Його мали замінити на сучасний мурований і електрифікований міст, але зрештою було вирішено побудувати дерев'яну реконструкцію оригіналу.
Сучасний міст був побудований в 1934 році. Після чого кілька разів  зазанав реконструкції. Остання велика реконструкція відбулася в 1969 році.
До 2003 року по мосту дозволявся проїзд всіх видів транспорту, проте після реставраційних робіт було дозволено рух тільки для велосипедстів і пішохідів.
У День Перемоги, що відзначається в Європі 7 і 8 травня на мосту традиційно дають концерт, на якому зазвичай буває нідерландська королева Беатрікс.
Магере-Брюг дуже популярний у туристів, фотографів, нерідко використовується як локація для кіноіфльмів. Зокрема, міст можна побачити в одному з епізодів Бондіани — «Діаманти назавжди» (1971).